# Liste der Biografien/Stuf
Liste der Biografien |
Portal Biografien |
Personensuche
# |
A |
B |
C |
D |
E |
F |
G |
H |
I |
J |
K |
L |
M |
N |
O |
P |
Q |
R |
S |
T |
U |
V |
W |
X |
Y |
Z |
?
 
Sa |
Sb |
Sc |
Sd |
Se |
Sf |
Sg |
Sh |
Si |
Sj |
Sk |
Sl |
Sm |
Sn |
So |
Sp |
Sq |
Sr |
Ss |
St |
Su |
Sv |
Sw |
Sy |
Sz
 
Sta |
Ste |
Sth |
Sti |
Stj |
Stl |
Sto |
Str |
Sts |
Stt |
Stu |
Stv |
Stw |
Sty
 
Stua |
Stub |
Stuc |
Stud |
Stue |
Stuf |
Stug |
Stuh |
Stui |
Stuj |
Stuk |
Stul |
Stum |
Stun |
Stup |
Stur |
Stus |
Stut |
Stuu |
Stuv |
Stuw |
Stux |
Stuy
Die Liste der Biografien führt alle Personen auf, die in der deutschsprachigen Wikipedia einen Artikel haben. Dieses ist eine Teilliste mit 12 Einträgen von Personen, deren Namen mit den Buchstaben „Stuf“ beginnt.

## Stuf

### Stuff
- Stuff, Christian (* 1982), deutscher Fußballspieler
- Stuffer, Barbara (* 1989), italienische Skispringerin
- Stuffer, Hans (* 1961), deutscher Skirennläufer
- Stuffer, Herbert (1892–1966), deutscher Kinder- und Jugendbuchverleger
- Stuffer, Livio (* 1935), italienischer Skilangläufer
- Stuffer, Verena (* 1984), italienische Skirennläuferin
- Stuffken, Jan Hendrik (1801–1881), niederländischer Theologe und Philosoph
- Stuffler, Wenzel Urban von (1764–1831), Bischof von Brünn
- Stuffmann, Margret (1936–2020), deutsche Kunsthistorikerin und Kuratorin

### Stufl
- Stuflesser, Ferdinand (1855–1926), österreichischer Bildhauer
- Stuflesser, Katrin (* 1973), österreichische Schauspielerin und Sängerin
- Stuflesser, Martin (* 1970), deutscher römisch-katholischer Theologe, Liturgiewissenschaftler und Hochschullehrer